# Josef Weingartner
Josef Weingartner (* 10. Februar 1885 in Dölsach, Tirol, Österreich-Ungarn; † 11. Mai 1957 in Meran, Südtirol) war ein österreichischer römisch-katholischer Geistlicher, Kunsthistoriker, Denkmalpfleger und Schriftsteller.

## Leben

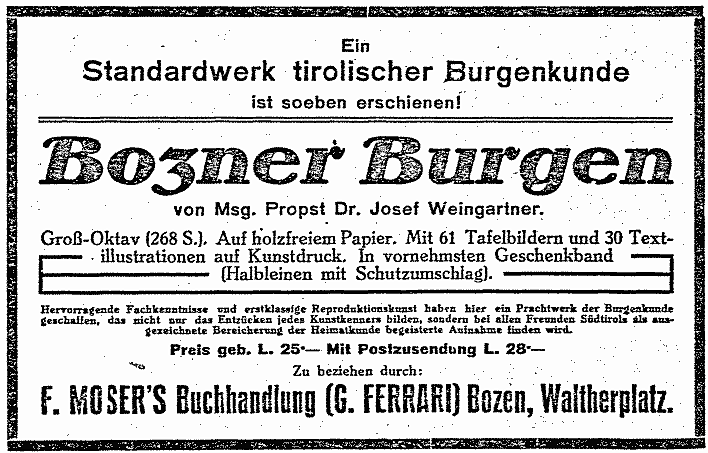
Josef Weingartners „Bozner Burgen“, beworben in den Bozner Nachrichten vom Juni 1923

Weingartner beendete 1907 sein Theologiestudium in Brixen und studierte nach seiner dortigen Priesterweihe Kunstgeschichte bei Max Dvořák an der Universität Wien (Dr. theol. 1910; Dr. phil. 1911). Von 1911 bis 1915 war er Sekretär der k.k. Zentralkommission für Denkmalpflege in Innsbruck und leitete von 1915 bis 1918 dessen Außenstelle in Bozen. 1920 wurde er Generalkonservator des Bundesdenkmalamts in Wien, kehrte jedoch 1921 wieder nach Innsbruck zurück. Seit 1921 wirkte er als Propst der Innsbrucker Stadtpfarre St. Jakob und tat sich als volksnaher Seelsorger hervor.
Zeit seines Lebens hat Weingartner kunsthistorische Grundlagenforschung in Tirol, insbesondere in Südtirol, geleistet. Sein Buch Kunstdenkmäler Südtirols, in acht Auflagen erschienen, gilt bis heute als Meilenstein und Musterbeispiel einer regionalen Kunsttopographie nach dem Vorbild des von Georg Dehio begründeten „Handbuch der Deutschen Kunstdenkmäler“. Auch die moderne Burgenforschung im Tiroler Raum wurde von ihm grundgelegt.
Weingartner hielt populäre Lichtbildervorträge basierend auf Kunst- und Architekturfotografien, die er während Reisen fertigte.
Zahlreiche Straßen in Süd-, Nord- und Osttirol sind nach Josef Weingartner benannt.
Ab 1923 war er Ehrenmitglied der katholischen Studentenverbindung AV Austria Innsbruck.
Josef Weingartner war der Großonkel des Tiroler Landeshauptmannes und Politikers Wendelin Weingartner.

## Veröffentlichungen

### Literarische Werke
- Die Nonne von Sonnenburg. Roman. Tyrolia, Innsbruck 1935.
- Abälard und Bernhard. Roman. Tyrolia, Innsbruck und Wien 1937;[2] Neuaufl. ebd. 1948.
- Der Kardinal. Novelle. Tyrolia, Innsbruck 1946.
- Die alten Götter. Novellen. Rohrer Verlag, Innsbruck und Wien 1948.
- Der lateinische Bauer. Erzählungen. Tyrolia, Innsbruck und Wien 1954.

### Wissenschaftliche Publikationen (Auswahl)

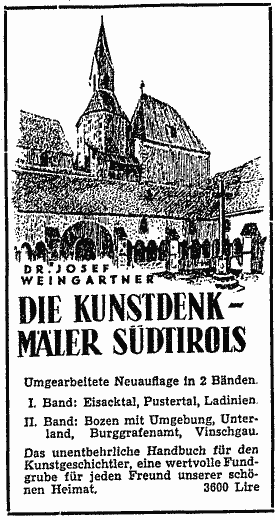
Werbeschaltung für die 2., verkürzte Nachkriegsauflage der Kunstdenkmäler Südtirols

- Südtirol: Wanderungen abseits vom Baedeker. Leipzig: Hirzel 1922 (Digitalisat).
- Bozens Bürgerhäuser (= Die Kunst in Tirol 5/6). Wien: Ed. Hölzel 1922 (Online bei Teßmann)
- Die Kunstdenkmäler Südtirols. 4 Bände. Augsburg 1923–1930; weitere 7, teilweise verkürzte Auflagen bis 1990, jeweils in 2 Bänden. Bozen-Innsbruck-Wien.
  - Die Kunstdenkmäler Südtirols. I. Band: Oberes Eisacktal, Pustertal, Ladinien. Wien 1923 (Online bei Teßmann)
  - Die Kunstdenkmäler Südtirols. II. Band: Das mittlere und untere Eisacktal. Wien 1923 (Online bei Teßmann)
  - Die Kunstdenkmäler des Etschlands. III. Band – 2. Teil: Die Kunstdenkmäler Bolzanos. Wien–Augsburg 1926 (Online bei Teßmann)
  - Die Kunstdenkmäler des Etschlands. III. Band – 1. Teil: Ritten, Sarntal, Tschöggelberg – 3. Teil: Überetsch, Unterland und Reggelberg. Wien–Augsburg 1929 (Online bei Teßmann)
  - Die Kunstdenkmäler des Etschlands. IV. Band – I. Teil: Das Burggrafenamt – II. Teil: Vintschgau. Wien–Augsburg 1930 (Online bei Teßmann)
- Etschland. Wanderungen abseits vom Baedeker. Leipzig: Hirzel 1924.
- Das kirchliche Kunstgewerbe der Neuzeit. Innsbruck 1926.
- Römische Barockkirchen. München 1930.
- Gotische Wandmalerei in Südtirol. Wien 1948.
- mit Robert Zinner: Südtirol. Landschaft. Kunst. Kultur. Geleitwort von Raimund von Klebelsberg zu Thumburg. Verlag Adolf Holzhausens Nfg., Wien 1950.
- Unterwegs: Lebenserinnerungen. Felizian Rauch Verlag, Innsbruck 1951.
- mit Robert Zinner: Meran und das Burggrafenamt. Wien 1956.
- Die Kunstdenkmäler Osttirols. Innsbruck 1958.
- Bozner Burgen. Innsbruck 1922; 2. Auflage, Bozen: Athesia 1953; 3. Auflage 1962.